# TAKASHI
TAKASHI（たかし、1965年1月6日 - ）は、ものまね芸人。群馬県伊勢崎市出身、Ｂ型。
プロモーション・ススム所属

## 概要
1991年、石倉三郎の弟子となる。
テレビ東京「全日本そっくり大賞」に出演し、グランドチャンピオンを受賞。各局モノマネ番組で多数の賞を受賞。
将来の夢は、シンガーソングライターとのことである。

## 出演
- そっくり大賞日本一!（TBS）
- 紅白そっくり大賞（フジテレビ）
- 全日本そっくり大賞（テレビ東京）
- 〜あらゆる世界を見学せよ〜潜入!リアルスコープ（フジテレビ、2011年5月7日）

## レパートリー
- 布施明
- 細川たかし
- 長渕剛
- 松山千春
- 吉幾三
- 近藤真彦
- 吉川晃司
- 桑田佳祐
- 小林旭

他